# Лука (Білоцерківський район)

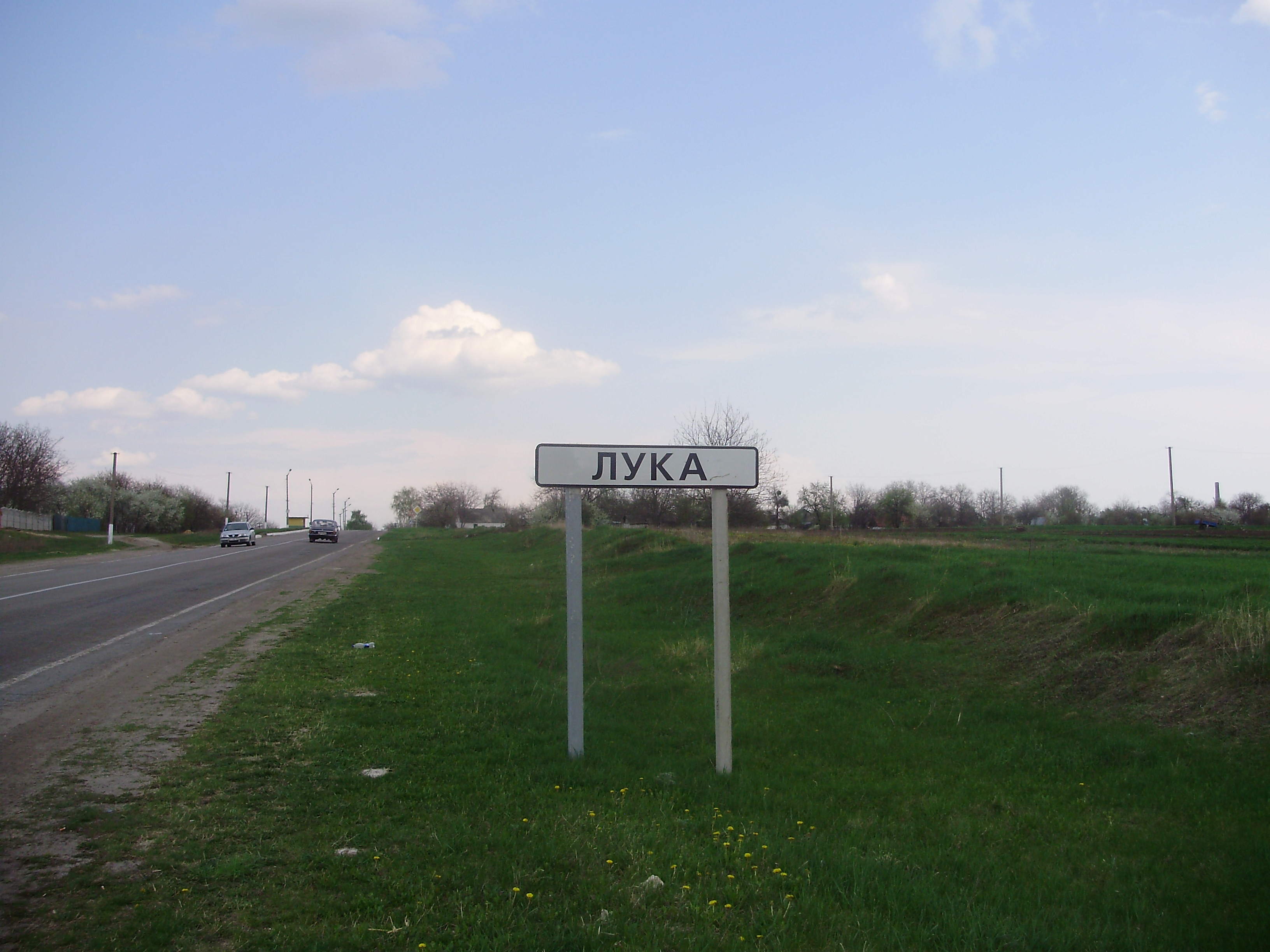
Табличка при в'їзді до села з боку Таращі

Лука́ — село в Україні, у Таращанській міській громаді Білоцерківського району Київської області, розташоване біля межі з Обухівським районом за 24 км від центру громади, та за 35 км від залізничної станції Ольшаниця Населення становить понад 2 тисячі осіб станом на початок 2025 року.
Через село проходить автошлях Р 04 Київ — Звенигородка. На схід від села розташоване заповідне урочище «Турчино» площею 327 гектарів. Сусідні села: Бране Поле, Ківшовата, Дибинці.

## Історія
Неподалік від села у могильнику, датованого IX—VII ст.до н. е. (передскіфська епоха), знайдено 15 бронзових браслетів. У селі було також знайдено давньоримську монету II ст. н. е. і скарб з 244 празьких монет XIV століття.
Перше згадування села зустрічається в документах за 1732 рік. У 1860 році у селі збудовано цукровий завод. У часи Другої світової війни біля села діяв партизанський загін імені Чапаєва під командуванням А. А. Мащенка.

### Мова
Розподіл населення за рідною мовою за даними перепису 2001 року:
| Мова            | Кількість | Відсоток |
| --------------- | --------- | -------- |
| українська      | 2505      | 97.47%   |
| російська       | 48        | 1.87%    |
| вірменська      | 13        | 0.51%    |
| білоруська      | 2         | 0.08%    |
| німецька        | 1         | 0.03%    |
| інші/не вказали | 1         | 0.04%    |
| Усього          | 2570      | 100%     |